# تپه بایرام قلی کوهولو
تپه بایرام قلی کوهولو مربوط به عصر آهن دو -هزاره ۱ قبل از میلاد - سده‌های میانه دوران‌های تاریخی پس از اسلام است و در شهرستان ورزقان، بخش خاروانا، دهستان جوشین، ۲۰ متری ضلع جنوبی روستای نگارستان واقع شده و این اثر در تاریخ ۲۷ اسفند ۱۳۸۷ با شمارهٔ ثبت ۲۶۴۰۷ به‌عنوان یکی از آثار ملی ایران به ثبت رسیده است.